# Ashley Gardner
Pour les articles homonymes, voir Gardner.
Ashley Gardner est une actrice américaine née le 11 avril 1964. Originaire de la Caroline du Nord, elle a beaucoup travaillé dans les théâtres de New York.

## Filmographie
- 1989 : Les Années copain (Heart of Dixie) de Martin Davidson : Jean
- 1991 : Elle et lui (He Said, She Said) de Ken Kwapis et Marisa Silver : Susan
- 1991 : Johnny Suede de Tom DiCillo : Ellen
- 1997 : Breast Men (en) de John Stockwell : Paula
- 2000 : The Mystery of Spoon River de Scott A. Meehan : Jeannie Hanson
- 2002 : Fits and Starts de Kevin R. Kelley : Jolene

## Télévision
- 1993 : Le Domaine de la peur (Complex of Fear) (TV) : Doreen Wylie
- 1993 : Love, Lies & Lullabies (TV) : Fran
- 2001 : Charmed (TV) : Annette
- 2005 : Malcolm (TV) : Wendy